# جوائز الجمعية الوطنية للنهوض بالملونين
جوائز الجمعية الوطنية للنهوض بالملونين (بالإنجليزية NAACP Image Awards) هو حفل توزيع جوائز سنوي، هذا النوع من الجوائز هو شبيه بالأخرى مثل الأوسكار وغرامي حيث يتم التصويت على أكثر من 40 فئة من قبل أعضاء المنظمة يقدمه الاتحاد الوطني في الولايات المتحدة الأمريكية لتكريم الأداء المتميز في السينما والتفزيون والمسرح إلى جانب الموسيقى والأدب.

## تاريخ
تم تنظيم الحفل لأول مرة في 13 أغسطس 1967 بواسطة النشطاء ماي هاثواي وسامي ديفيس الإبن وويليس إدوردس والذين كانوا جميعا قادة في فرع الجمعية الوطنية للنهوض بالملونين (NAACP) في بيفرلي هيلز-هوليوود.
تم بث الحفل على التلفاز لأول مرة على قناة NBC عام 1996، وقد حدثت تغييرات في توقيت الحفل على مر السنين حتى أنه هناك أوقات لم يتم عقد حفل التوزيع مثل عام 1973 وعام 1991 وعام 1995.

## خلافات
في عام 1987، تعرضت جوائز إيميج السينمائية لإنتقادات بسب إلغاء جائزة NAACP لأفضل ممثلة لذلك العام وذلك بسبب نقص الأدوار المهمة للنساء السود.
عام 1990 تلقوا انتقادات أخرى لعدم منح جائزة أفضل ممثلة وكانت هذه المرة الرابعة التي لم يتم فيها العثور على عدد كاف من المرشحات للجائزة. وفي هذه الأمة قالت ساندرا إيفرز مانلي رئيسة الجمعية في بيفرلي هيلز-هوليوود: لم تظهر الصناعة السينمائية تنوعا أو تقديم أدوار رائدة وواقعية للنساء الأمريكيات الأفارقة.
لقد كانت هناك حالات أخرى أعتبر أن المرشحين لا يستحقون التكريم وليسوا جديرين به، وفي هذا الصدد قام الكثير من ممثلي جوائز إيميج السينمائية بالدفاع عن هذه القرارات من خلال تصريحهم أن الأمر يتعلق بجودة عمل الفنان وليس هناك أي عوامل أخرى قد تؤثر على ذلك مثل الإتهامات الجنائية، على سبيل المثال، عام 1994 تم ترشيح توباك شاكور لجائزة أفضل ممثل في فيلم سينمائي (فيلم Poetic Justice) على الرغم من الاتهامات الجنسية التي رفعت ضده.
بالإضافة إلى توباك هناك العديد من المرشحين الآخرين من بينهم مارتن لورانس الذي تعرض لإنتقادات بعد فوزه بجائزة أفضل ممثل في مسلسل كوميدي بسبب محتواه الجنسي. في عام 2004 تم ترشيح البوم " Chocolate Factory" لـ آر كيلي لجائزة افضل ألبوم على الرغم من وجود اتهامات ضده تتعلق بالتصوير الجنسي للاطفال.